# عملية كوكب إكس
خلال عملية تحرير العراق، كانت عملية الكوكب العاشر عبارة عن غارة آلية شنتها القوات الأمريكية على قرية بالقرب من الدور في محافظة صلاح الدين 11 ميل (18 كـم) شمال تكريت ليلة 15 مايو 2003 من قبل عناصر من فريق اللواء القتالي الأول، فرقة المشاة الرابعة الأمريكية وقوة المهام أيرون هورس بحثاً عن أعضاء حزب البعث والمسلحين.
ربما كان اسم العملية مستوحى من الرسوم المتحركة Duck Dodgers في القرن الرابع والعشرين ونصف.
ونتيجة لهذا الجهد قُبض على عضو رئيسي في النظام السابق وهو الجنرال مهدي الدوري التكريتي عادل عبد الله مع 260 سجينًا آخرين.
شاركت القوات القتالية الأمريكية بنحو 500 جندي، و18 مركبة قتالية من طراز برادلي M2A3، و 12 قطعة مدفعية، و 30 مركبة هامفي،  و6 زوارق دورية.

## الوحدات العسكرية المشاركة
وذكرت التقارير أن القوات الأمريكية كانت متورطة
- فريق القتال للواء الأول، فرقة المشاة الرابعة الأمريكية
- فرقة العمل آيرون هورس
- السرب الأول، فوج الفرسان المدرع الحادي عشر

الوحدات العراقية المشاركة
- الكتيبة الرابعة، الجيش العراقي الأول
- الكتيبة الثانية، الجيش العراقي الثالث

## الخسائر
لم ترد أنباء عن وقوع خسائر بشرية أو وفيات في صفوف القوات الأميركية أو قوات التحالف أو القوات العراقية خلال العملية.

## روابط خارجية
- مصدر الإحصائيات: GlobalSecurity.org: عملية Planet X